# Newlands Stadium

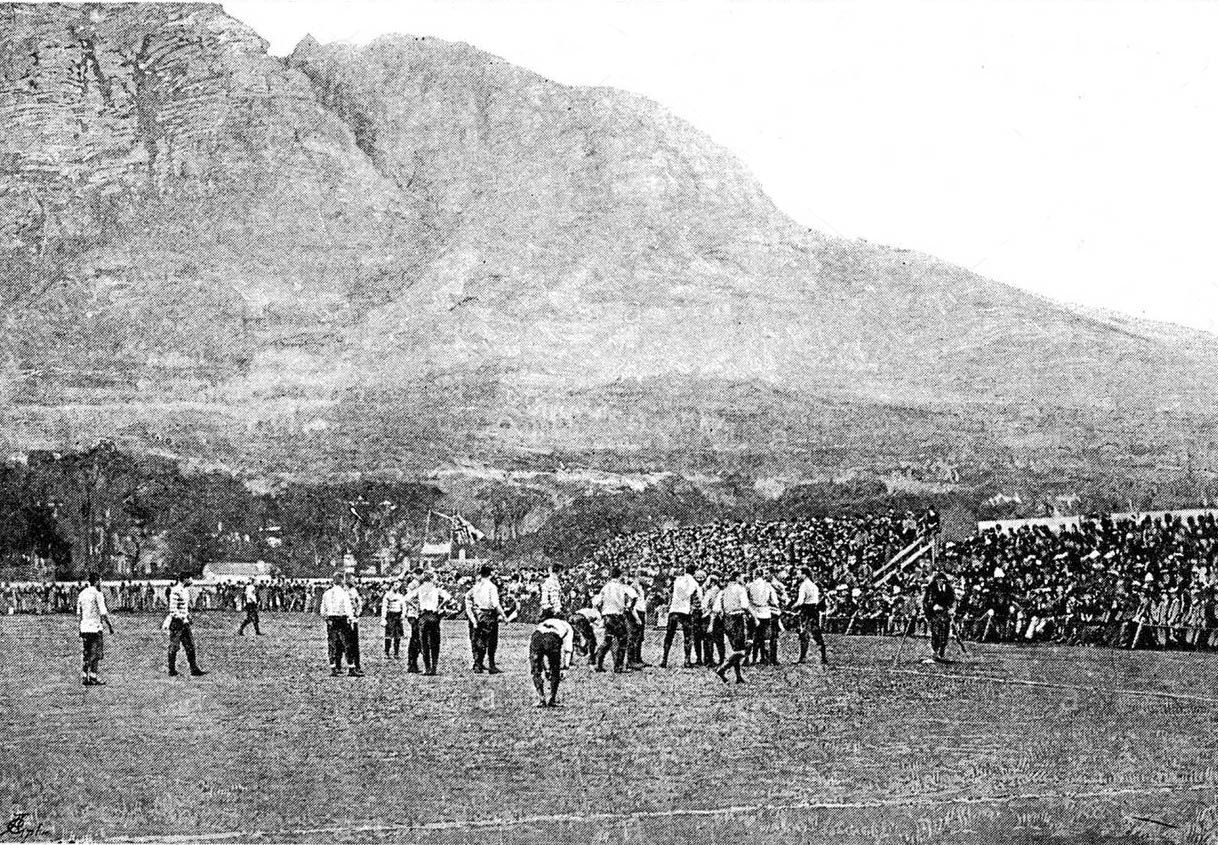
Drużyna Wysp Brytyjskich w meczu przeciwko reprezentantom Kolonii Przylądkowej (1891)

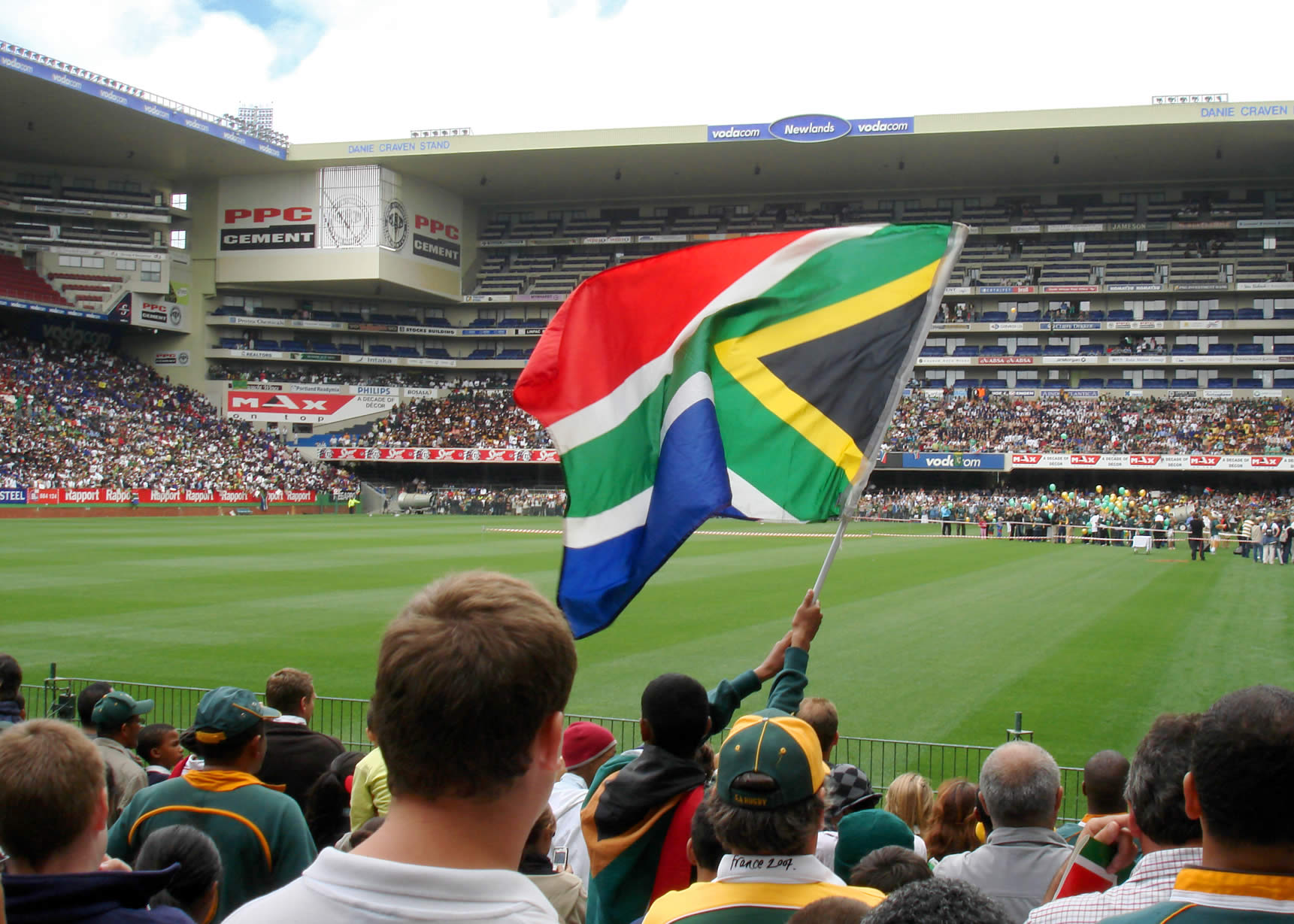

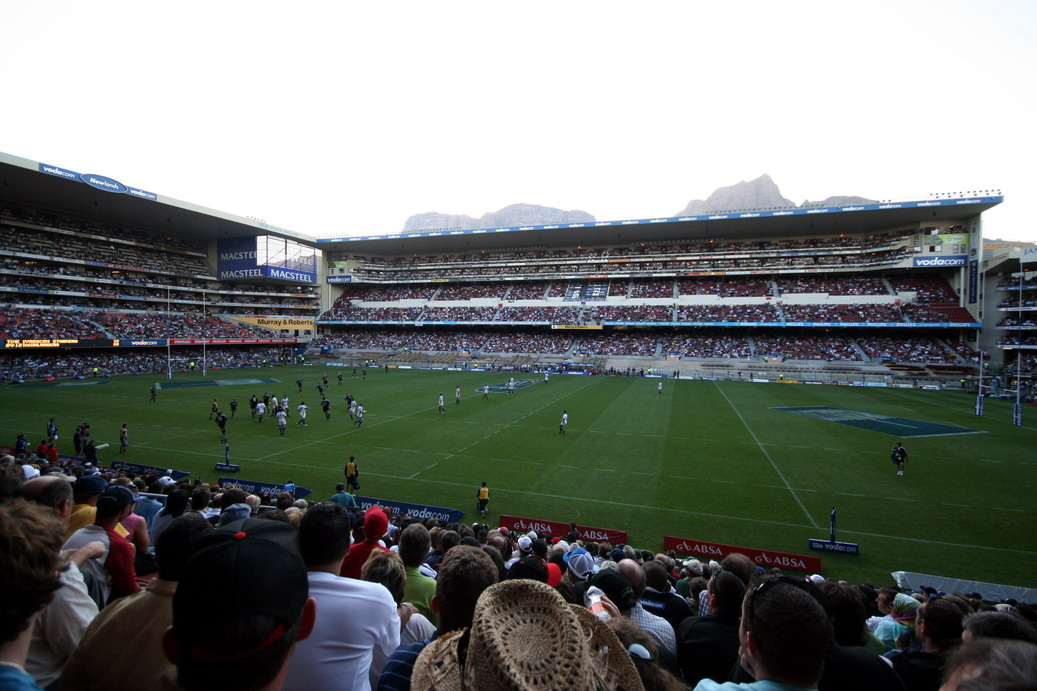

Newlands Stadium (afr. Nuwelandstadion) to wielofunkcyjny stadion położony na południowych przedmieściach Kapsztadu w Afryce Południowej. Stadion może pomieścić 51 900 widzów, jednak nie wszystkie miejsca są miejscami siedzącymi.
Na stadionie obecnie grają drużyny rugby: Stormers występująca w Super Rugby oraz Western Province występująca w Currie Cup. W przeszłości na Newlands występowały także kluby piłkarskie, Ajax Kapsztad i Santos FC, lecz po wybudowaniu stadionu Green Point i rozbudowie Athlone Stadium drużyny te przeniosły się na wspomniane obiekty.

## Historia
Decyzja o kupnie działki pod budowę stadionu przez Unię Rugby Prowincji Zachodniej (WPRU) zapadła w 1888. Pierwszy oficjalny mecz na Newlands odbył się 31 marca 1890 roku, kiedy to reprezentacja Stellenbosch pokonała drużynę Villagers przy obecności 2400 widzów. W kolejnym roku stadion gościł drużynę Wysp Brytyjskich, która 30 lipca w Kapsztadzie rozegrała swój pierwszy oficjalny sprawdzian przeciw reprezentacji Afryki Południowej.
Pierwsze stałe, betonowe trybuny wzniesiono w 1919 roku. Trybunę główną wybudowano w 1927 roku, kiedy też zmieniono układ boiska, tak by rozciągało się w linii północ-południe. Kolejna przebudowa miała miejsce w 1931 roku, kiedy powiększono trybunę południową.
W latach 50. ukończono część trybuny głównej, jak i trybuny południowej. Dodano takie udogodnienia jak windy, apartament prezydencki. Przeprowadzono także dalsze rozbudowy.
W latach 70. Springboks rozgrywali więcej spotkań na Newlands niż na jakimkolwiek innym stadionie, a sam obiekt stał się siedzibą południowoafrykańskiej federacji. W związku ze wzrostem roli Newlands na stadionie wyremontowano bądź wzniesiono od nowa fragmenty niektórych trybun. Lata 80. to budowa prywatnych i służbowych pomieszczeń na szczycie trybuny północnej, co było związane z wyburzeniem starej trybuny południowej. Jednocześnie w latach 80. otwarto nową trybunę południową nazwaną imieniem Daniego Cravena. Łącznie, w latach 80. stadion powiększył się o 10 253 miejsca.
Okres pomiędzy rokiem 1990 a 1995 to ciągła przebudowa w ramach trzystopniowego projektu renowacji stadionu na Puchar Świata w 1995 roku. Podczas tego turnieju Newlands gościł mecz otwarcia.
Również po zakończeniu mistrzostw na stadionie prowadzono prace doskonalące obiekt.
W swojej studwudziestoletniej historii stadion nosił różne nazwy, których zmiany zależały przede wszystkim od ofert sponsorów. Pierwsza zmiana to pojawienie się nazwy Norwich Park Newlands w 1996 roku. W 2000 roku stadion zmienił swą nazwę na Fedsure Newlands Stadium w związku z połączeniem się firm Norwich i Fedsure, by w 2002 roku, po zakupie praw przez Investec powrócić do tradycyjnej nazwy. Również następca Investeku, Vodacom zdecydował się na pozostawienie nazwy Newlands Stadium.

## Puchar Świata w 1995 roku
W 1995 roku na Nuwelandstadion gościli najlepsi rugbyści świata podczas Pucharu Świata w rugby. Na kapsztadzkim obiekcie rozegrano dwa spotkania grupowe, ćwierć- i półfinał.
| Data            | Gospodarz         | Wynik   | Gość          | Faza         | Frekwencja |
| --------------- | ----------------- | ------- | ------------- | ------------ | ---------- |
| 25 maja 1995    | Afryka Południowa | 27 – 18 | Australia     | Faza grupowa | 51 000     |
| 30 maja 1995    | Afryka Południowa | 21 – 8  | Rumunia       | Faza grupowa | 35 000     |
| 11 czerwca 1995 | Anglia            | 25 – 22 | Australia     | Ćwierćfinał  | 30 000     |
| 18 czerwca 1995 | Anglia            | 29 – 45 | Nowa Zelandia | Półfinał     | 50 000     |

## Przyszłość
W związku z budową Green Point Stadium pojawiły się spekulacje na temat sprzedaży Newlands przez Western Province Rugby Union i „przeprowadzki” Stormers, a także Western Province, Ajaksu i Santosu na nowy obiekt. Ostatecznie WPRU zdecydowała się pozostać na Nuweland, Ajax przeniósł się na Green Point Stadium, a Santos na trzydziestotysięczny Athlone Stadium.